# Памятник Джамбулу Джабаеву (Алма-Ата)
Памятник Джамбулу Джабаеву (Памятник акыну Жамбылу Жабаеву) — памятник в городе Алма-Ате, установленный в честь казахского советского поэта-акына Джамбула Джабаева

## История и описание памятника
Памятник поэту был установлен в 1996 году и приурочен к 150-летию со дня его рождения. Памятник состоит из комплекса элементов, которые создают целостность облика всего монумента. Скульптура акына выполнена в реалистической манере: задумчивый взгляд, правая рука расположена на колене, левая рука держит домбру. Монумент передает творческое настроение и вдохновение акына. За спиной скульптуры благоустроен водоем.
Памятник включён в государственный список памятников истории и культуры местного значения города Алматы.

## Авторы проекта
Скульптор — Х. И. Наурзбаев. скульптор Б. Абишев,
Архитекторы — С. К. Баймагамбетов, Т. Ералиев, С. Фазылов.